# Jälluntofta kyrka
Jälluntofta kyrka är en kyrkobyggnad som ligger i samhället Jälluntofta i Hylte kommun i Hallands län (Småland). Den tillhör Unnaryds församling i Växjö stift.

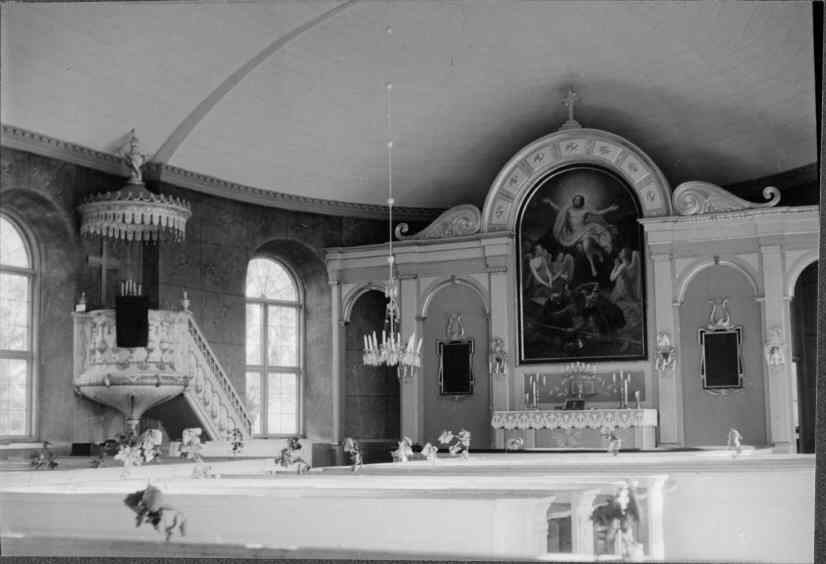
Interiör

## Kyrkobyggnad
Kyrkan byggdes 1860-62. Tidigare fanns en medeltida kyrka som på 1700-talet utvidgades. På samma plats byggdes nuvarande kyrka. Kyrkan är i sina huvuddrag oförändrad sedan byggnadstiden, både exteriört och interiört. Det är en vit långhuskyrka med sadeltak, torn med svartmålad, öppen lanternin med liten svängd huv och kors. Det är ett rektangulärt kyrkorum med halvrunt korparti med sakrisita i östra delen.  
Interiört noteras ett trägolv i gråvitt. Delar av den gamla kyrkans predikstol (från 1600-talet) finns också kvar. Det finns fyra slutna bänkkvarter, de två västra kraftigt decimerade vid läktarunderbyggnad. Svängda korbänkar. Orgelläktare med gallerverk längs barriären, bröstningens ornament av spegelfabrikör Ivar Andersson, Halmstad, som även utfört annat måleri- och förgyllningsarbete i inredningen. Vapenhuset är i nära nog av ursprungligt skick. Inredningen har en färgsättning i ljusgrått, gult, vitt och guld som svarar väl mot den ursprungliga färgsättningen.

## Inventarier
- Predikstolen från 1861 är utförd av Joel Spitz, Kållerstad.
- Altartavla utförd av Bengt Nordenberg 1863, "Kristi uppståndelse" från 1863. Förebilden till den målningen finns i Kungsholms kyrka i Stockholm
- Dopfunten, huggen i ett stycke, är av sandsten. På den finns fyra enkla bilder med djur- och människofigurer.
- Tre kistor med järnbeslag från 1700-talet
- Svart mässhake från 1791.
- Kyrkan har i sin ägo ett svärd från släkten Gyllenbåga.
- Två kyrkklockor som göts 1893.

### Orgel
- 1873/1874 bygger Johannes Andersson, Långaryd en orgel med 13 stämmor.
- Den nuvarande orgeln är byggd 1963 av Ingvar Johansson vid Västbo Orgelbyggeri, Långaryd och är en mekanisk orgel. Fasaden är äldre än orgeln.

| Manual I       | Manual II           | Pedal        | Koppel |
| Principal 8´   | Rörflöjt 8´         | Subbas 16´   | I/P    |
| Gedackt 8´     | Principal 4´        | Principal 8´ | II/P   |
| Oktava 4'      | Gedackt 4´          | Nacthorn 4'  | II/I   |
| Koppelflöjt 4' | Gemshorn 2'         | Fagott 16'   |        |
| Nasard 2 2/3'  | Sifflöjt 1'         |              |        |
| Oktava 2'      | Sesquialtera 2 chor |              |        |
| Mixtur 3 chor  | Scharf 2 chor       |              |        |
|                | Rörskalmeja 8'      |              |        |